# Велиев, Якуб Эмирович
Якуб Эмирович Велиев — советский хозяйственный, государственный и политический деятель.

## Биография
Родился в 1904 году. Член КПСС.
С 1924 года — на хозяйственной, общественной и политической работе. В 1924—1960 гг. — комсомольский, культурный и партийный работник в Ташкенте, заместитель заведующего, заведующий культурно-просветительским отделом ЦК КП(б) Узбекистана, начальник Главного управления культуры и искусств Узбекской ССР, ректор Среднеазиатского государственного университета, директор партийной школы при ЦК КП(б) Узбекистана, ректор Ташкентского театрально-художественного института.
Умер 8 июля 1976 в Ташкенте, похоронен на Боткинском кладбище.